# Elisbán Ochoa
Elisbán Ochoa Sosa (Ramón Castilla, Loreto; 22 de noviembre de 1957) es un profesor y político peruano. Fungió como Gobernador Regional del Departamento de Loreto desde el 1 de enero de 2019 hasta el 31 de diciembre de 2022. Anteriormente fue alcalde del distrito de Indiana durante cuatro periodos.
Nació en el distrito de Ramón Castilla, provincia de Mariscal Ramón Castilla, departamento de Loreto, Perú, el 22 de noviembre de 1957, hijo de Francisco Ochoa Coronel y Luisa Sosa Sifuente. Cursó sus estudios primarios en su localidad natal y los secundarios en el distrito de Indiana. Entre 1982 y 1986 cursó estudios superiores de educación primaria en la Universidad Nacional de la Amazonia Peruana. Fue profesor de primaria entre 1978-2007 en la Dirección Regional de Educación de Loreto.
Su primera participación política fue en las elecciones municipales de 1986 cuando postuló a la alcaldía del distrito de Indiana por la Izquierda Unida sin éxito. En las elecciones municipales de 1999 fue elegido para ese cargo y reelegido luego en 1993 y 1995 sumando sus tres primeros periodos de manera consecutiva. En las elecciones municipales de 1998 fue elegido como Regidor de la provincia de Maynas. En las elecciones generales del 2001 tentó su elección como congresista por Loreto sin éxito. En las elecciones municipales del 2002 fue elegido nuevamente alcalde de Indiana por cuarta y última vez. En las elecciones municipales del 2006 tentó la alcaldía provincial de Maynas sin obtener la elección. Tentó su elección como presidente del Gobierno Regional de Loreto en las elecciones regionales del 2010, del 2014 y del 2018 siendo elegido recién en esta última.
El 5 de mayo de 2020 Ochoa dio positivo en COVID-19, fue puesto en aislamiento domiciliario.